# Geelwitte helmbloem
De geelwitte helmbloem (Pseudofumaria alba, synoniemen: Corydalis alba en Corydalis ochroleuca) is een vaste plant uit de papaverfamilie (Papaveraceae). De soort komt van nature voor in de Balkan, Oostenrijk en de Italiaanse gebergten en is van daaruit ingeburgerd in Midden- en West-Europa. Het aantal chromosomen is 2n = 28 of 32.
De plant wordt 15-30 cm hoog. De bladeren zijn grijsgroen en dubbel tot drievoudig geveerd. De bladstelen zijn van boven vlak en hebben smalle vleugelranden.
De geelwitte helmbloem bloeit van juni tot in oktober met 1-1,5 cm lange, wit tot bleekgele bloemen, die aan de top geel zijn. De bloemen staan in een dichte tros. De stompe spoor is 2-4 mm lang.
De rechtopstaande vrucht is een doosvrucht met drie tot elf zaden. Het 2 mm lange en 1,5 mm brede, dof donkerbruine, korrelrimpelige zaad heeft een aangedrukt, min of meer gaafrandig mierenbroodje, waardoor het door mieren verspreid wordt.
De geelwitte helmbloem groeit op oude muren en rotsachtige plaatsen.

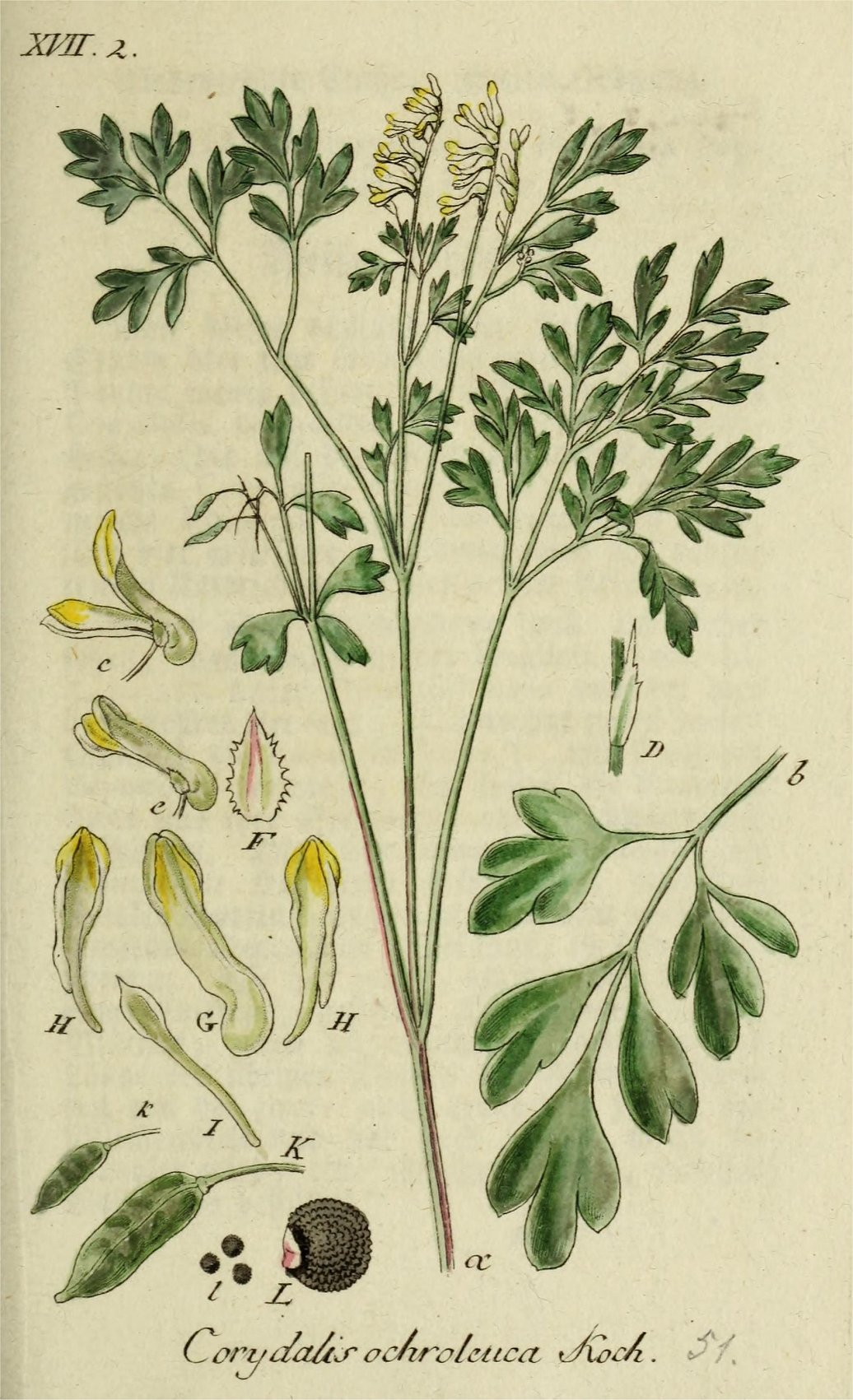
Deutschlands Flora, Sturm
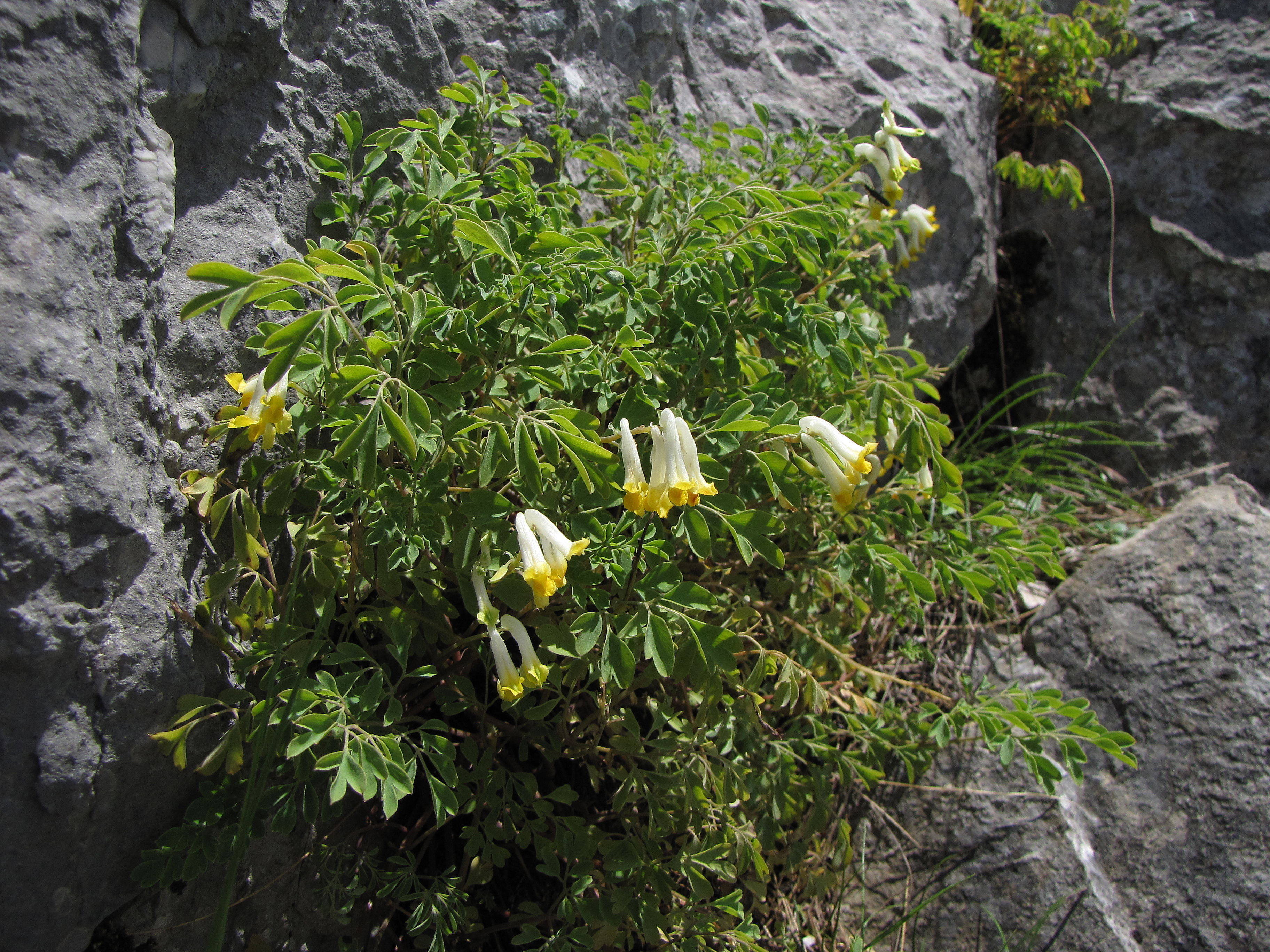
Plant
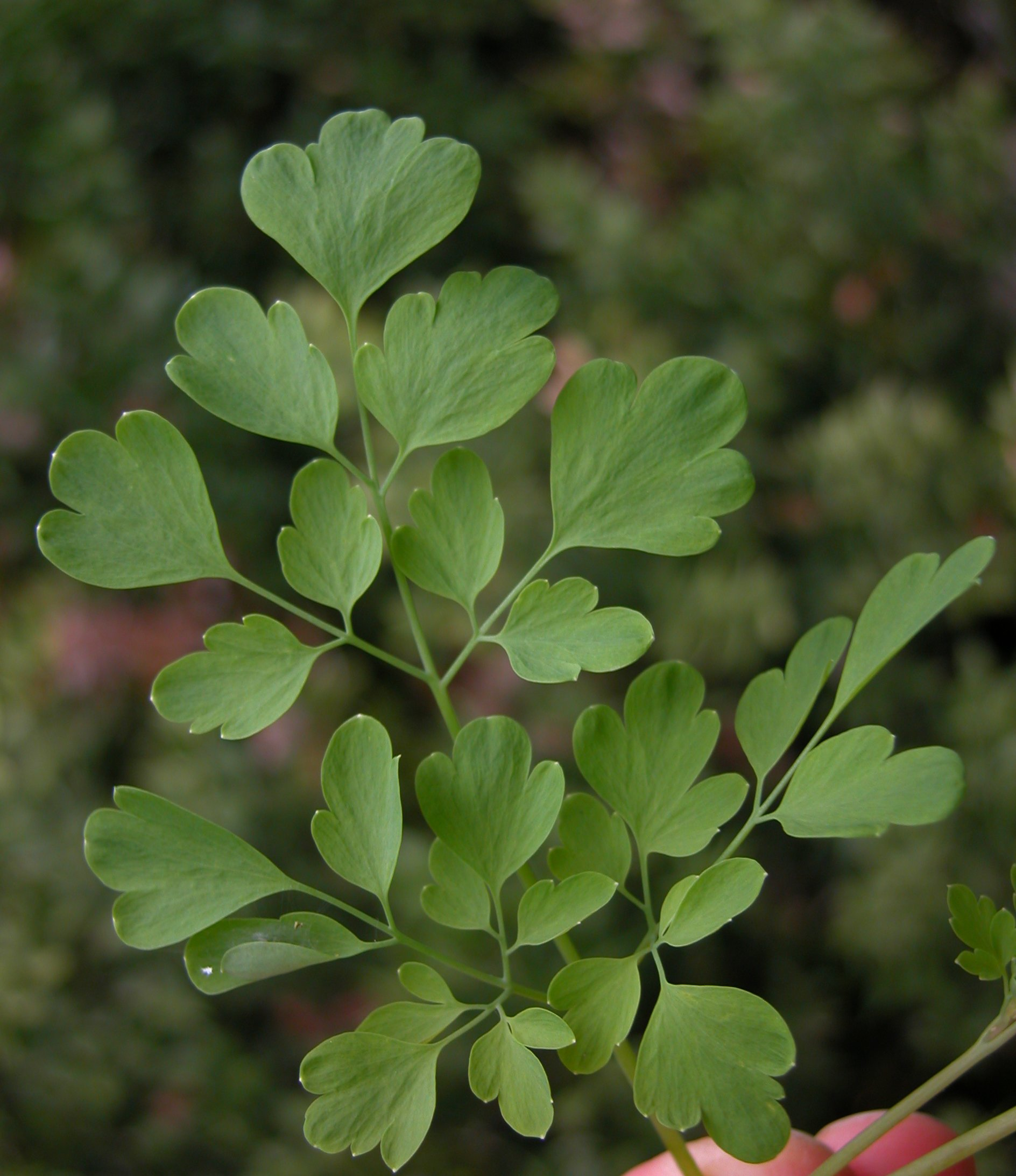
Blad
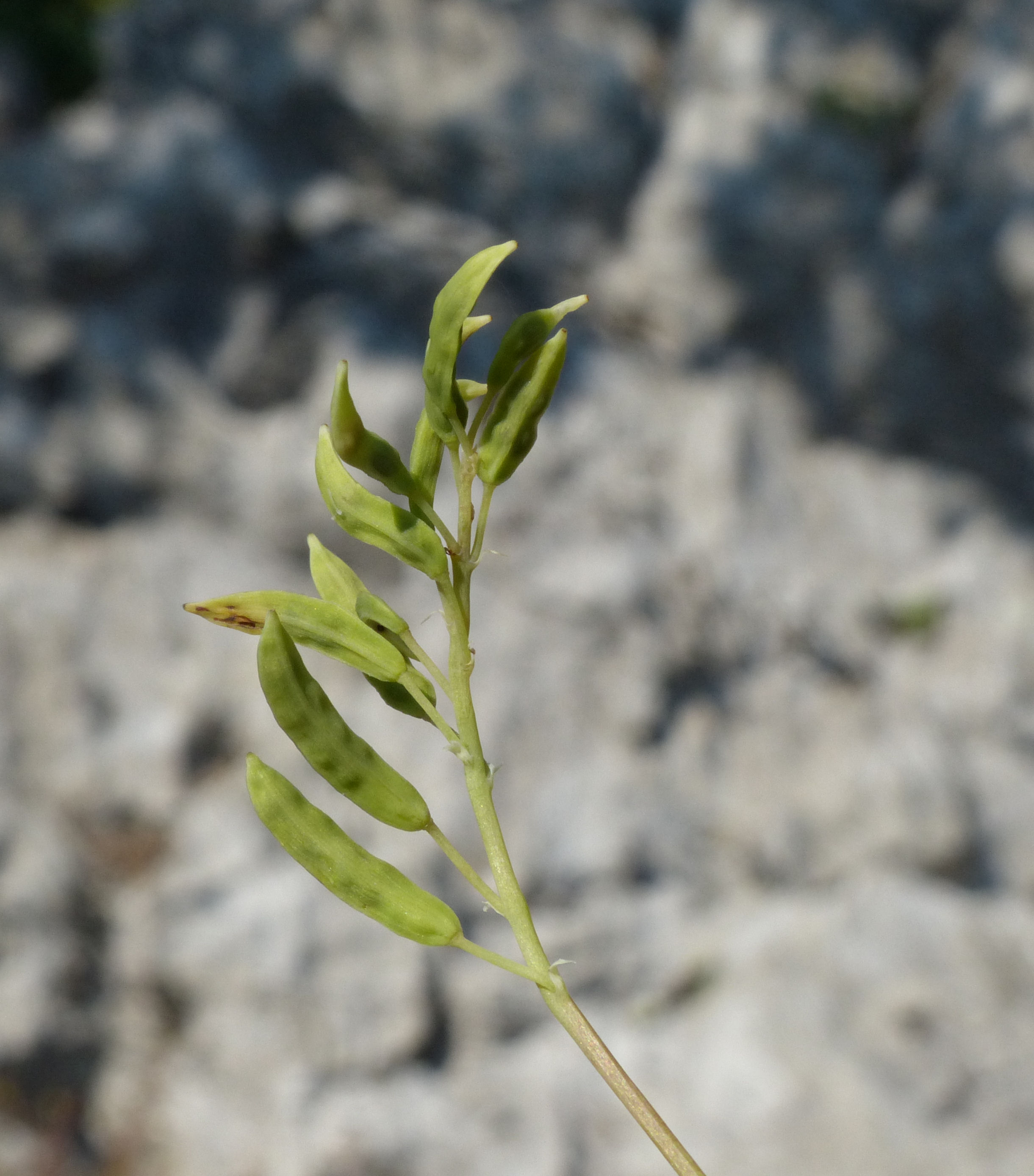
Vruchten